# Sedmašedesátníci

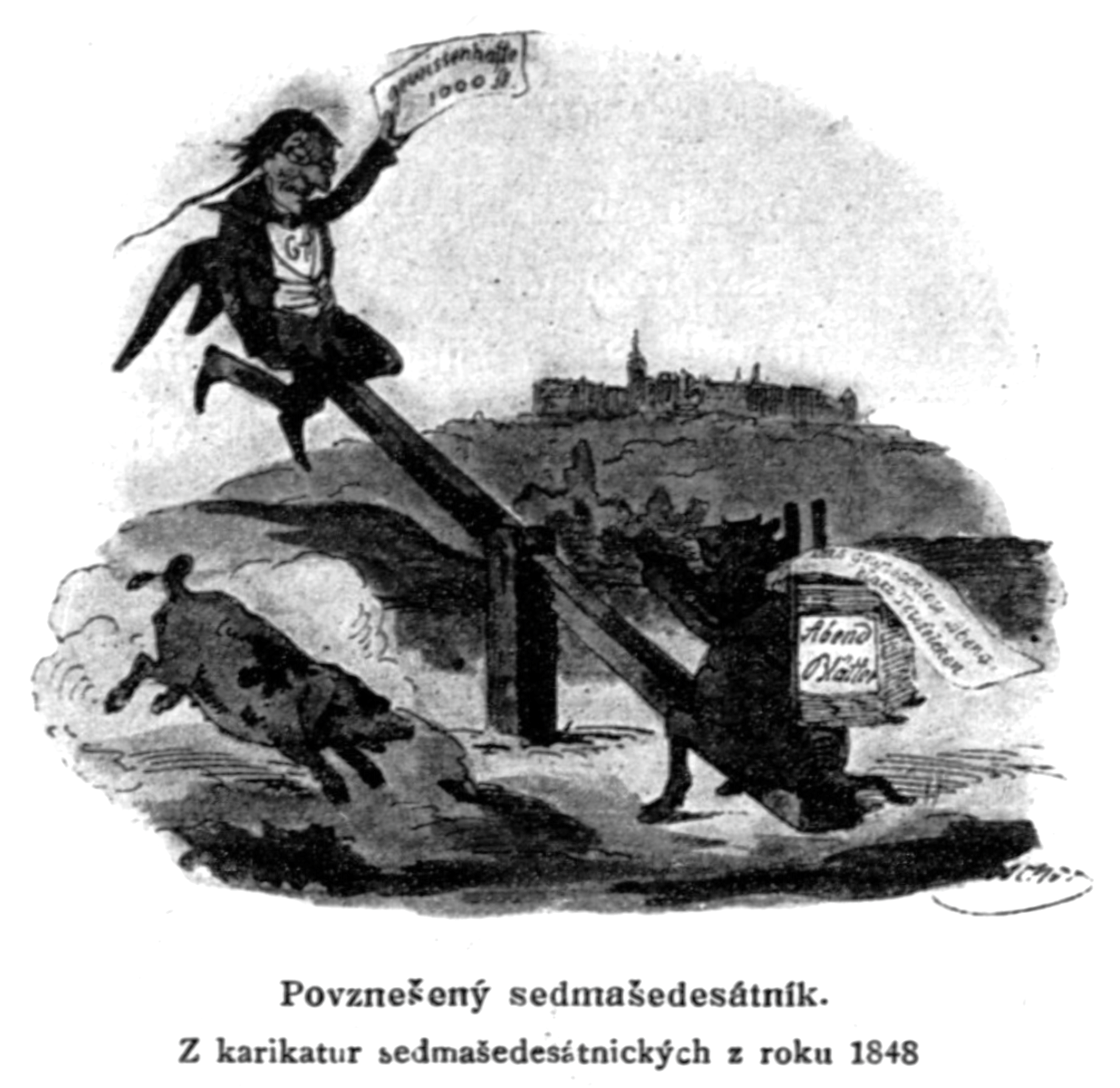
Povznešený sedmašedesátník (dobová karikatura, 1848)

Jako sedmašedesátníci byla označována deputace 67 pražských měšťanů, kteří se 5. července 1848 se obrátili na knížete Windischgrätze s poděkováním za potlačení povstání a prosbou o zachování výjimečného stavu a vojenské přítomnosti v Praze. Slovo se poté v českém tisku vžilo pro pejorativní označení protivníků revoluce z r. 1848. Setkáme se s ním například v článcích Karla Havlíčka Borovského.